# Lausa (Belgern-Schildau)
Lausa ist ein Ortsteil der Stadt Belgern-Schildau im Landkreis Nordsachsen in Sachsen.

## Lage
Lausa liegt südwestlich von Belgern in der Dahlener Heide. Die Kreisstraße 8919 erschließt das Dorf verkehrsmäßig. Die Holzstraße führt durch die Dahlener Heide nach Dahlen.

## Geschichte
Der einst lockere Bauernweiler mit 127 Hektar in einer Blockflur wurde 1251 als Lusene erstmals erwähnt. Die Kirche stammt aus dem 15. Jahrhundert.
Im Dreißigjährigen Krieg zerstörten die Schweden 1637 den Ort. Erst lange nach dem Krieg wurde das Dorf wieder besiedelt.
1682 baute man die Kirche wieder auf. Sie besitzt einen mit Holzschindeln gedeckten Kirchturm, der eine Wetterfahne mit türkischem Halbmond trägt. Eine Legende spricht von einem Beutestück aus dem Türkenfeldzug. Wahrscheinlicher ist die Variante, dass der Halbmond an die Teilnahme sächsischer Truppen am Entsatz des 1683 von den Türken belagerten Wien erinnern soll. Kurfürst Johann Georg III., der Vater Augusts des Starken, hatte dazu fünf Reiter- und sechs Infanterieregimenter sowie Artillerie entsandt und somit Anteil am Sieg über die Türkische Armee des Großwesirs Kara Mustapha. Das fiel zeitlich mit dem Wiederaufbau der Kirche zusammen.
Behördlich gehörte das Dorf erst zum Amt Mühlberg und ab 1816 zum Landkreis Torgau und seinen Nachfolgern.
Am 20. Juli 1950 wurde Kaisa eingemeindet. Die Gemeinde Lausa wurde am 1. Januar 1999 nach Belgern eingemeindet und gehört seit dem 1. Januar 2013 zu Belgern-Schildau. Das Mauerwerk und die Ausstattung der Kirche werden seit 2015 restauriert.

## Entwicklung der Einwohnerzahl
| Jahr | Einwohner                      |
| ---- | ------------------------------ |
| 1551 | 11 besessene Mann, 11 Inwohner |
| 1747 | 11 besessene Mann, 4 Hufen     |
| 1818 | 116                            |
| 1880 | 117                            |

| Jahr | Einwohner |
| ---- | --------- |
| 1895 | 123       |
| 1910 | 141       |
| 1925 | 147       |
| 1939 | 164       |

| Jahr   | Einwohner |
| ------ | --------- |
| 1946   | 229       |
| 1950 1 | 466       |
| 1964 1 | 347       |
| 1990 1 | 295       |

## Persönlichkeiten
Der Historiker Peter Rentsch (1937–2008) wurde in Lausa geboren.